# 斐济时报
《斐济时报》（Fiji Times）是斐济苏瓦出版的一份英文日报。它最早于1869年9月4日在莱武卡创立，是现在斐济还在发行的报纸中历史最悠久的。兰布卡军政府曾经对该报进行过审查。斐济工党是该报的一个主要批评者，它指责该报有政治歧视。